# 森田一踏
森田一踏（もりた いっとう）「暗黒舞踏家」を名乗る舞踏家。
本名：葛西俊治

## 人物
1996年、札幌市を拠点とする舞踏集団「偶成天」を主宰する。
小樽・万象館での蝉丸・舞踏ワークショップにて舞踏に開眼。1988年より舞踏を始める。小樽「古舞族アルタイ」(「北方舞踏派」から派生)に所属、活動を開始。
1999年から心理学者として札幌市内の精神科デイケア施設にて「ダンスセラピー」を指導。身体心理学の研究論文多数。「セラピーとしてのButohダンス」JADTA 日本ダンスセラピー協会ニュースレター No.37,1999